# Entrectinib
L'entrectinib, est une molécule de type inhibiteur de tyrosine kinase, utilisé comme médicament contre certains cancers. Il est vendu sous la marque Rozlytrek.

## Mode d'action
Le médicament est un inhibiteur de la tyrosine kinase, des récepteurs kinases de la tropomyosine  A, B et C, de l'oncogène C-ros 1  et de la kinase du lymphome anaplasique.

## Usage médical
L'entrectinib est un médicament utilisé pour traiter le cancer du poumon non à petites cellules  qui est ROS1 -positif ou les tumeurs solides qui sont fusionnées NTRK -positives. Le médicament se prend par voie orale.

## Effets secondaires
Les effets secondaires de ce médicament comprennent la fatigue, la constipation, une modification du goût, un gonflement dû à une rétention d'eau, des étourdissements, de la diarrhée, des nausées, un engourdissement, des difficultés respiratoires, une prise de poids, de la toux, de la fièvre, des problèmes de réflexion ou des problèmes de vision. D'autres effets secondaires incluent l'insuffisance cardiaque, les fractures osseuses, les problèmes hépatiques, un taux élevé d'acide urique et un allongement de l'intervalle QT. L'utilisation de ce médicament pendant la grossesse peut nuire au fœtus.

## Histoire
Le médicament a été approuvé pour un usage médical aux États-Unis en 2019, ainsi qu'en Australie et en Europe en 2020,,. Au Royaume-Uni, un mois de traitement coûte au NHS environ 5 200 livres sterling à partir de 2021. Ce montant aux États-Unis coûte environ 16 800 dollars américains.